# Gyeongdan
Gyeongdan (coreà: 경단) o pastís de boles d'arròs coreà és un tipus de tteok (pastís d'arròs) fet d’arròs glutinós o d'altres farines de cereals glutinosos. Quan s'utilitza el cereal diferent de l'arròs, se sol especificar el seu nom, fent substantius compostos com ara susugyeongdan (수수경단 , 'pastís de bola de sorgo'). El nom chapssalgyeongdan (찹쌀경단 , 'pastís de boles d'arròs glutinós' també es pot utilitzar, però el chapssal es pot ometre, i normalment s'omet.
El Gyeongdan es pot fer pastant farina d'arròs glutinós en boles de la mida d'una castanya, després bullint-les amb aigua i cobrint-les amb mel, puré de mongetes vermelles o mongetes mung, o llavors de sèsam torrades i mòltes, etc.
Els gyeongdan tenen diversos tipus de gomul (고물; sèsam o mongetes en pols, utilitzats per cobrir tteok, pastís d'arròs, per tal de millorar-ne l'aspecte i el gust.), però no són inflexibles fins i tot després d'un llarg període a causa del gomul. La pasta de mongetes blanques, que està a la taula per l'aniversari d'un nen, està decorada amb pasta de mongetes vermelles, la qual cosa significa que les mongetes vermelles lluiten contra els mals esperits.